# Blanca Armario
Blanca Armario González (Arcos de la Frontera, 1 de marzo de 1980) es una profesora y política española, actual diputada de la xv legislatura por Cádiz en el Congreso de los Diputados.

## Trayectoria política
Blanca Armario ejerció de funcionaria en la Consejería de Educación de la Junta de Andalucía. En las elecciones al Parlamento de Andalucía de 2022 resultó elegida diputada de Vox por Cádiz. Actualmente ejerce de diputada en el Congreso de los Diputados por la misma Circunscripción